# Synagoga w Widawie
Synagoga w Widawie – zbudowana w połowie XIX wieku. Podczas II wojny światowej hitlerowcy zdewastowali synagogę. Po wojnie  umieszczono w niej zakład produkcji odzieży. Obecnie znajduje się tam przychodnia lekarska.
Synagoga została zbudowana na planie prostokąta, orientowana. Synagoga posiadała charakterystyczny układ, od wschodu sala główna, od zachodu, babiniec z przedsionkiem. Posiadała półkoliście zamknięte okna. Na wszystkich narożnikach znajdowały się sterczyny zwieńczone kopułami.

## Dodatkowe informacje
- Ostatnim rabinem synagogi był rabin Mordechaj Maroko. Na początku II wojny światowej hitlerowcy nakazali rabinowi spalić zwoje Tory. Rabin odmówił i zginął śmiercią męczeńską. Klęknął, objął zwoje Tory, został oblany benzyną i spalony.